# 劇場版 NARUTO -ナルト- 疾風伝 火の意志を継ぐ者
『劇場版 NARUTO -ナルト- 疾風伝 火の意志を継ぐ者』（げきじょうばん ナルト しっぷうでん ひのいしをつぐもの）は、2009年8月1日に公開された日本のアニメ映画。漫画『NARUTO -ナルト-』を原作としたテレビアニメの劇場版。監督はむらた雅彦。アニメ第2期の劇場版としては、これが第3作目である。キャッチコピーは「届け、オレたちの想い!」。興行収入10.2億円。テレビ東京開局45周年記念作品。

## 概要
「連載10周年記念作品」と銘打たれ、サスケを含めたカカシ班、アスマ班、紅班、ガイ班の13人が劇場版で初めてオールキャストでの出演となった（ただし、ヤマトは未登場でうちはサスケは回想シーンで登場）。
時系列では暁の飛段と角都を倒してから自来也が雨隠れに潜入するまでの間となっている。また、本作の公開前に放送された「カカシ外伝」の映像が一部流用されている。

## ストーリー
五大国で血継限界を持つ忍が行方不明になる事件が発生した。ナルト達木ノ葉隠れの調査により、忍達は草隠れと岩隠れの境界付近に聳える須弥山（しゅみせん）付近で消息を絶っていることが明らかになる。そんな中、五大国に向けて、木ノ葉隠れの忍を名乗る卑留呼という人物が第四次忍界大戦の開戦を宣言し、綱手は木ノ葉に戒厳令を出す。時を同じくしてカカシが謎の失踪を遂げる。しかし、綱手は彼を追うことを禁じ、反抗するナルトを監禁する。納得のいかなかったナルトは、かつてカカシに教わった忍道を守るため、サクラの助けを得て脱出、カカシを連れ戻すべく後を追う。一方綱手からの命により、シカマルをリーダーとした八班、十班、三班のメンバーも無断で里を抜けたナルトとサクラを連れ戻すため追跡を開始するが・・・

## 登場人物

### メインキャラクター
- うずまきナルト（声 - 竹内順子）
- はたけカカシ（声 - 井上和彦）
- 春野サクラ（声 - 中村千絵）
- サイ（声 - 日野聡）
- 奈良シカマル（声 - 森久保祥太郎）
- 山中いの（声 - 柚木涼香）
- 秋道チョウジ（声 - 伊藤健太郎）
- 日向ヒナタ（声 - 水樹奈々）
- 犬塚キバ（声 - 鳥海浩輔）
- 油女シノ（声 - 川田紳司）
- ロック・リー（声 - 増川洋一）
- 日向ネジ（声 - 遠近孝一）
- テンテン（声 - 田村ゆかり）
- 自来也（声 - 大塚芳忠）
- 五代目火影・綱手（声 - 勝生真沙子）
- シズネ（声 - 根本圭子）
- 五代目風影・我愛羅（声 - 石田彰）
- カンクロウ（声 - 加瀬康之）
- テマリ（声 - 朴璐美）
- はがねコテツ（声 - 河野智之）
- 神月イズモ（声 - 坪井智浩）
- テウチ（声 - 朝倉栄介）
- 三代目火影・猿飛ヒルゼン（声 - 柴田秀勝）
- 猿飛アスマ（声 - 小杉十郎太）
- うちはサスケ（声 - 杉山紀彰）
- うちはオビト（声 - 小森創介）
- リン（声 - 寺田はるひ）
- タイセキ（声 - 鈴森勘司）

以上の人物についてはNARUTO -ナルト-の登場人物を参照。

### オリジナルキャラクター
卑留呼（ヒルコ）
声 - 保志総一朗
かつての木ノ葉の忍。全身に包帯を巻いた少年の姿をしているが、これは術によるもので、本当の姿は成人男性である。伝説の三忍と同年代の忍だったが、自分が強くなれなかったことを憂い、一人孤立し、動物実験を行い、鬼芽羅の術を会得した。しかし、実験の事実を木ノ葉に知られ、里を追われる身となる。血継限界を持つ忍を連れ去ったのは、金環日食が行われる日に鬼芽羅の術でその忍の術を自らのものとし、最強の忍として世界征服を行うためで、カカシを狙ったのは、17年前の第三次忍界対戦（神無毘橋の戦い）で生き残った際、うちは一族の血継限界である写輪眼を得たためであり、当時のカカシに出会った時に17年後に自分の元に来るよう時限式の術を掛けた。
時が近くなると木ノ葉を除く四大国から血継限界を持つ忍を4人連れ去り（容姿は砂隠れの灼遁のパクラ、岩隠れの爆遁のガリ、霧隠れの中吉等、後の原作で登場したキャラに似ている）、各国へ向けて自らの幻影を映して宣戦布告をし、最後の一人となったカカシを取り込めば完全になるはずだったが、予め、綱手がカカシに掛けていた時限式の術で万華鏡写輪眼（神威）が発動して阻まれ、助けに来たナルトと共に交戦、最終的にナルトの風遁・螺旋手裏剣を吸収しきれず敗北し、カカシから自身が一人ではないことを教えられて、死亡する。
鬼芽羅の術で会得した血継限界は「鋼遁」「迅遁」「冥遁」「嵐遁」である。
壱（いち）
声 - 下山吉光
口寄せ・双頭蛇で呼んだ蛇と融合して操り、チャクラの量が膨大で再生力が異常に速いのが特徴。ガイ班と交戦するが、リーとネジの連携攻撃に敗れる。
弐（に）
声 - 皆川純子
鞭を持っているボンデージ姿の女。犬のような怪物を使役し、融合して操ることもできる。紅班と交戦するが、シノの寄壊蟲に敗れる。
参（さん）
声 - 渡辺英雄
炎を吹く動物や、起爆札を内蔵した羽根を発射できる鳥を操り、心転身の術が効かない。アスマ班と交戦するが、口寄せした壱と弐を【鬼芽羅の術】で取り込んで自身も融合し、巨大キメラに変貌する。
巨大キメラ
参が口寄せした壱と弐を【鬼芽羅の術】で取り込み融合し、それぞれの操る怪物を象ったキメラに変化した姿だが、最後はそれぞれの班全員の攻撃を受けて倒される。

## スタッフ
- 原作 - 岸本斉史
- 監督 - むらた雅彦
- 脚本 - 武上純希
- キャラクターデザイン - 西尾鉄也、鈴木博文
- クリーチャーデザイン - 山田起生
- 絵コンテ - むらた雅彦、横山彰利、熊谷雅晃、増田敏彦、にいどめとしや
- 演出 - むらた雅彦、熊谷雅晃、濁川敦、小野田雄亮、宅野誠起
- 総作画監督 - 鈴木博文、清水義治、堀内博之、櫻井親良、金塚泰彦
- 作画監督 - 今木宏明、石田可奈、岡崎洋美、田中ちゆき、堀越久美子、宮前真一、拙者五郎、渡辺敬介、山下祐
- エフェクト作画監督 - 山田起生、川添政和、牟田口裕基
- 美術 - 一色美緒
- 色彩設計 - 川見拓也
- 撮影監督 - 松本敦穂
- 編集 - 森田清次、及川雪江
- 音楽 - 高梨康治、刃-yaiba-
- 音響監督 - えびなやすのり
- 録音演出 - 神尾千春
- プロデューサー - 深沢幹彦、東不可止、朴谷直治
- アニメーション制作 - studioぴえろ
- 製作 - 劇場版NARUTO製作委員会（テレビ東京、集英社、ぴえろ、アニプレックス、電通、バンダイ）

## 主題歌
- PUFFY「誰かが」
  - 作詞/作曲：チバユウスケ
  - 編曲：上田ケンジ

## 関連イベント
- 近鉄電車 劇場版 NARUTO -ナルト- 疾風伝 火の意志を継ぐ者 忍びの里スタンプラリー
  - 2009年7月18日から8月31日までの間、近鉄・伊賀鉄道の主要駅で記念スタンプラリーを実施。

## 映像ソフト化
- 本編のDVDは特別限定版及び通常版含め2010年4月21日発売。